# Indian Wells (Califòrnia)
Indian Wells és una població dels Estats Units a l'estat de Califòrnia. Segons el cens del 2000 tenia 3.816 habitants.

## Demografia
Segons el cens del 2000, Indian Wells tenia 3.816 habitants, 1.982 habitatges, i 1.323 famílies. La densitat de població era de 111,4 habitants/km².
Dels 1.982 habitatges en un 8,4% hi vivien nens de menys de 18 anys, en un 63,1% hi vivien parelles casades, en un 3% dones solteres, i en un 33,2% no eren unitats familiars. En el 28,4% dels habitatges hi vivien persones soles el 17,6% de les quals corresponia a persones de 65 anys o més que vivien soles. El nombre mitjà de persones vivint en cada habitatge era d'1,93 i el nombre mitjà de persones que vivien en cada família era de 2,28.
Per edats la població es repartia de la següent manera: un 7,6% tenia menys de 18 anys, un 1,5% entre 18 i 24, un 9,4% entre 25 i 44, un 35,3% de 45 a 60 i un 46,2% 65 anys o més.
L'edat mediana era de 63 anys. Per cada 100 dones de 18 o més anys hi havia 89,3 homes.
La renda mediana per habitatge era de 93.986 $ i la renda mediana per família de 119.110 $. Els homes tenien una renda mediana de 88.709 $ mentre que les dones 49.539 $. La renda per capita de la població era de 76.187 $. Entorn de l'1,2% de les famílies i el 3,4% de la població estaven per davall del llindar de pobresa.

## Poblacions més properes
El següent diagrama mostra les poblacions més properes.